# Bhom Lama
Bhom Lama is een bestuurslaag in het regentschap Aceh Timur van de provincie Atjeh, Indonesië. Bhom Lama telt 580 inwoners (volkstelling 2010).